# María Antonieta Pons
María Antonieta Pons (Havana, 11 de junho de 1922 — Cidade do México, 20 de agosto de 2004) foi uma atriz e bailarina cubana, naturalizada mexicana, de cinema e televisão, com atuação em diversos países da América Latina. No Brasil destacou-se por suas participações em filmes da Atlântida Cinematográfica.

## Carreira e biografia
Conhecida como sendo uma das mais famosas rumbeiras dos anos dourados do cinema mexicano; período entre 1936 e 1959, quando a indústria cinematográfica do país alcançou elevados níveis de qualidade na produção e sucesso econômico de seus filmes, além de ganhar um grande reconhecimento internacional. Devido ao seu talento na arte da dança ganhou o apelido de "O Ciclone do Caribe".
Fazia parte da equipe oficial de vôlei em seu país natal; começou a carreira artística como dançarina em vários teatros e clubes de dança em Havana. Ela começou sua carreira no cinema em Cuba, em 1938, com um pequeno papel no filme A Serpente Vermelha, estrelado pelo ator Anibal de Mar. Aos 16 anos de idade, foi descoberta em Cuba, em 1938, pelo cineasta espanhol Juan Orol, que casou-se com ela e decidiu lançá-la como atriz de cinema no México. Estreou no Cinema do México no filme Siboney (1940), como a protagonista. O seu sucesso, de alguma forma, irá traçar o perfil cinematográfico do gênero conhecido como Cinema Rumbera. Após o filme parte com o marido, Juan Orol, pra turnês internacionais, e o circuito principal dessas turnês eram boates e cabarés nos Estados Unidos, particularmente Nova York e Chicago. 
Em 1942, voltou a filmar no México. Se torna estrela do cinema mexicano e atua em uma sequência de filmes, muitos deles produzidos ou dirigidos por seu esposo Orol - como Cruel destino (1944); Misterios do bas fond (1945), interpretando a personagem Florisa; e Paixões tormentosas (1946), interpretando a personagem Fabíola. No entanto, seu trabalho e relacionamento pessoal com a Orol se deteriorou. A fita Paixões tempestuosas (1946), terminará a relação profissional que uniu a atriz com seu marido e descobridor. Seu relacionamento pessoal também chegou ao fim no mesmo ano. Pouco depois, Orol iniciaria a busca por uma nova musa cinematográfica, que finalmente encontrou na figura da rumba, também cubana Rosa Carmina.
Pons conheceu seu segundo marido, o ator e diretor Ramón Pereda, em 1950, quando ele a contratou para filmar O ciclone do Caribe  (1950); Pons e Pereda se casaram logo depois, com ele nasceria sua única filha, María Guadalupe. Ramón Pereda dirigiria grande parte de seus filmes, além de O ciclone do Caribe trabalharia em A rainha do mambo (1951), Maria Cristina (1951), Menina Granfina (1952), Flor de canela (1959), Nascida em Acapulco (1959), El centauro del norte (1962), Romance em Puerto Rico (1962) - , que estrelou com o cantor porto-riquenho Bobby Capó, Voy de gallo (1963) e Caña brava (1966).
Aproveitando-se de sua grande popularidade no Brasil, em 1952, ingressou no mercado brasileiro com o filme Carnaval Atlântida, produzido pela Atlântida Cinematográfica; interpretando a personagem "Lolita", a a dançarina de mambo que enlouquece o sisudo "Professor Xenofontes", interpretado por Oscarito. Neste filme de estréia no mercado brasileiro, María Antonieta co-estrelava com Oscarito, José Lewgoy e Grande Otelo, atores populares do cinema brasileiro de então. No filme ela interpretou canções dos compositores Klécius Caldas e Humberto Teixeira.
No dia 2 de novembro de 1952, o depósito dos estúdio da Atlântida foi vítima de um incêndio de grandes proporções, sendo totalmente destruídos; sendo possível salvar apenas três filmes rodados, entre eles a Casa da Perdição, com María Antonieta Pons e o cantor mexicano Fernando Fernández.
Com o declínio do cinema rumba, nos quais exibia suas exóticas danças com trajes de plumas, em meados da década de 1950, María Antonieta se aventura em diversas produções dedicadas ao gênero infantil e comédias de fazendas. No entanto, o público, acostumado a vê-la em outro estilo cinematográfico, não aceitou sua incursão nesses novos gêneros.
Retirando-se do mundo artístico, desde 1966, suas aparições públicas tornaram-se raras. Seu último filme foi Caña Brava (1965), ao lado do cantor Javier Solís.  Quando seu marido, Ramón Pereda morreu, em 1986 seu isolamento foi maior. Ela ainda se recusou a receber qualquer homenagem e rejeitou um prêmio Silver Goddess, porque, segundo ela, tudo o que pode ser dito sobre mim é incorporado em meus filmes.
Em 1989 casa-se com o jornalista Benjamín Álvarez, com quem permaneceria casada até sua morte. Faleceu no no México aos 82 anos; o secretário da Associação Nacional de Atores, o grupo artístico a que ela pertenceu até 1970, Juan Imperio disse que María morreu por causas naturais em um hospital particular.
Em 2012, María Antonieta Pons foi interpretada pela atriz Karin Burnett no filme biográfico O mundo fantástico de Juan Orol, dirigido por Sebastián del Amo. O filme mexicano narra a vida do diretor controverso Juan Orol.

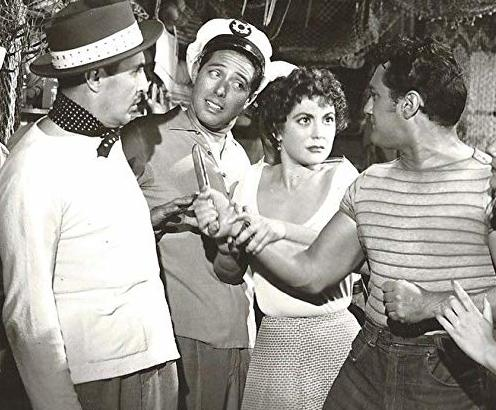
María Antonieta Pons no filme Que Bravas Son Las Costenas (1955).

## Filmografía
- La serpiente roja (1938)
- Siboney (1938)
- La última aventura de Chaflán (1942)
- Noches de ronda (1943)
- ¡Viva mi desgracia! (1943)
- Toros, amor y gloria (1943)
- Mi reino por un torero (1943)
- Cruel destino (1943)
- Konga Roja (1943)
- Balajú (1944)
- Rosalinda (La flor de la costa) (1945)
- Toda una vida (1945)
- Los misterios del hampa (1945)
- Pasiones tormentosas (1946)
- Embrujo antillano (1946)
- La reina del trópico (1946)
- La vida íntima de Marco Antonio y Cleopatra (1946)
- La insaciable (1947)
- Ángel o demonio (1947)
- La sin ventura (1948)
- La bien pagada (1947)
- Flor de caña (1948)
- La hija del penal (1949)
- Un cuerpo de mujer (1949)
- Nuestras vidas (1949)
- La mujer del puerto (1949)
- O ciclone do Caribe (1950)
- La reina del mambo (Sin ti) (1950)
- Piña madura (1950)
- María Cristina (1951)
- La niña popoff (1952)
- Carnaval Atlântida (1952)
- Mi noche de bodas / La engañadora (1953)
- La culpa de los hombres (1954)
- Casa da Perdição (1954)
- Necesita un marido (1955)
- ¡Qué bravas son las costeñas! (1954)
- La gaviota (1955)
- ¡Nunca me hagan eso! (1956)
- Teatro del crimen (1956)
- Las mil y una noches (1957)
- La odalisca No. 13 (1957)
- Flor de canela (1957)
- Sucedió en México (1957)
- Los legionarios (1957)
- Acapulqueña (1958)
- Ferias de México (1958)
- Las cuatro milpas (1958)
- Una estrella y dos estrellados (1958)
- ¡Viva Jalisco que es mi tierra! (1959)
- El Centauro del Norte (1960)
- ¡Vámonos para la feria! (1960)
- Romance em Porto Rico (1961)
- Voy de gallo (1962)
- Caña brava (1965)
- México de mis amores (1981) (Documentário)